# Formica pallipes
Formica pallipes é uma espécie de formiga do gênero Formica, pertencente à subfamília Formicinae.